# Sân bay Brest
Sân bay Brest (tiếng Belarus: Аэрапорт Брэст, tiếng Nga: Аэропорт Брест) là một sân bay phục vụ Brest, một thành phố ở Belarus.

## Hãng hàng không và tuyến bay
| Hãng hàng không | Các điểm đến                                                |
| --------------- | ----------------------------------------------------------- |
| Belavia         | Seasonal: Kaliningrad Thuê chuyến theo mùa: Antalya, Burgas |